# Húsavík
Húsavík, egentligen Húsavík við Skjálfanda, är en stad med 2 196 invånare (2016) vid bukten Skjálfandi på Islands nordkust. Staden tillhör sedan 2006 kommunen Norðurþing i regionen Norðurland eystra. Invånarna lever på turism och fiske samt detaljhandel och mindre industrier.

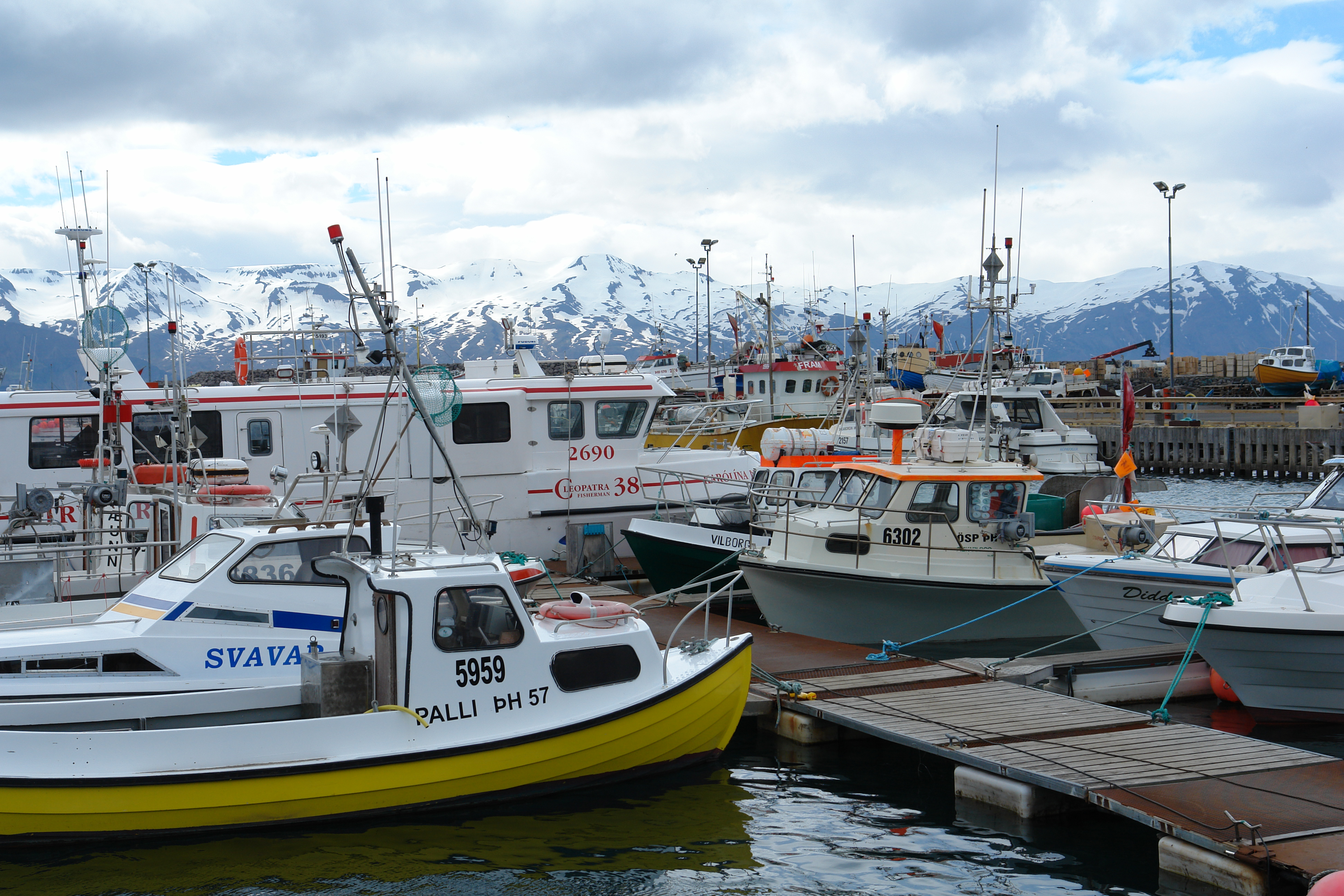
Hamnen i Húsavík.

Staden har blivit ett centrum för valskådning tack vare de olika valarter som simmar in i Skjálfandi. Islands fallosmuseum, som har exemplar från alla däggdjur som lever på Island, låg här mellan 2004 och 2011.
Den svenske vikingen Gardar Svavarsson var någon gång mellan 860 och 865 den första som bevisligen tillbringade en vinter på Island. Han byggde sig ett hus i det inre av Skjálfandiviken, varefter platsen sedan dess kallats Húsavík. Ett monument är rest efter honom i närheten av skolhuset.
Stadens kyrka byggdes 1907.

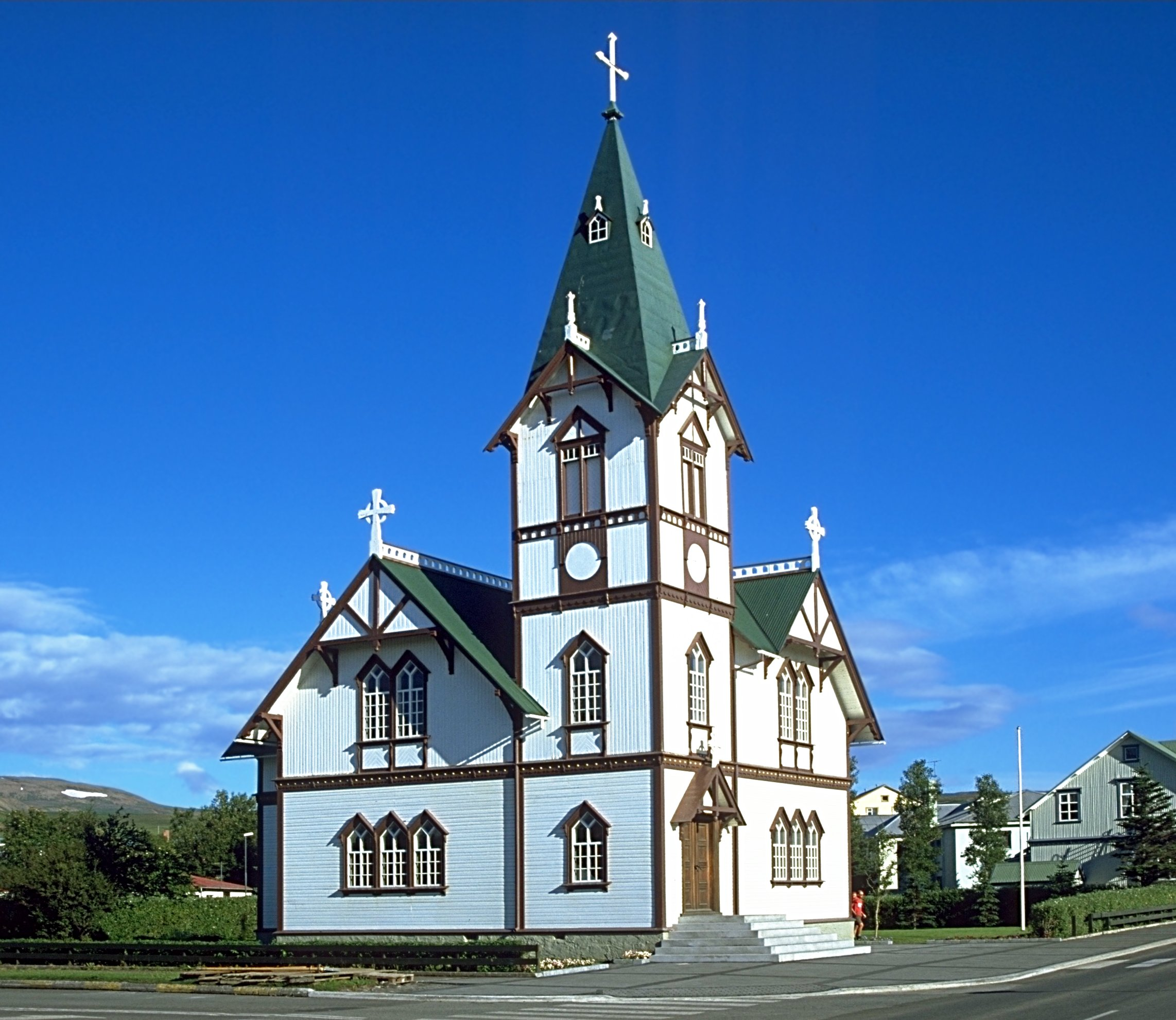
Húsavíks kyrka

Mývatn, med intressant geologi och skiftande djurliv, ligger i närheten. Tidigare exporterade Húsavík kiseldioxid som utvanns ur sjön.
År 2020 blev Húsavík känd världen över efter att filmen Eurovision Song Contest: The Story of Fire Saga med bland annat Will Ferrell och Rachel McAdams, delvis utspelade sig i staden. Den svenska sångerskan Molly Sandén sjunger filmens ledmotiv, en sång som handlar om just Húsavik.

## Vänorter
- Ålborg, Danmark.
- Fredrikstad, Norge.
- Karlskoga, Sverige.
- Riihimäki, Finland.
- Qeqertarsuaq, Grönland.
- Eastport, USA.